# USS Joseph E. Connolly (DE-450)
USS Joseph E. Connolly (DE-450) là một tàu hộ tống khu trục lớp John C. Butler từng phục vụ cùng Hải quân Hoa Kỳ trong Chiến tranh Thế giới thứ hai. Nó là chiếc tàu chiến duy nhất của Hải quân Hoa Kỳ được đặt cái tên này, theo tên Hạ sĩ Thủy quân Lục chiến Joseph Edward Connolly (1904–1942), người từng phục vụ cùng Sư đoàn 1 Thủy quân Lục chiến, đã tử trận tại Guadalcanal vào ngày 9 tháng 10, 1942 và được truy tặng Huân chương Chữ thập Hải quân. Nó đã phục vụ trong suốt Thế chiến II, được cho ngừng hoạt động sau khi xung đột chấm dứt vào năm 1946, rồi cuối cùng bị đánh chìm như một mục tiêu vào năm 1972. Joseph E. Connolly được tặng thưởng một Ngôi sao Chiến trận do thành tích phục vụ trong Thế Chiến II.

## Thiết kế và chế tạo
Lớp John C. Butler được thiết kế nhằm đáp ứng nhu cầu một số lượng lớn nhưng rẻ tiền của một kiểu tàu hộ tống chống tàu ngầm để hộ tống các đoàn tàu vận tải vượt đại dương. Chúng có chiều dài chung 306 foot (93,3 m), mạn tàu rộng 36 foot 10 inch (11,2 m) và mớn nước 13 foot 4 inch (4,1 m), trọng lượng choán nước tiêu chuẩn 1.350 tấn Anh (1.372 t), và lên đến 1.745 tấn Anh (1.773 t) khi đầy tải, với một thủy thủ đoàn bao gồm 14 sĩ quan và 201 thủy thủ. Con tàu được vận hành bởi hai turbine hơi nước hộp số Westinghouse; hơi nước được cung cấp bởi hai nồi hơi "D" Express, tạo ra công suất 12.000 mã lực càng (8.900 kW) và cho phép đạt được tốc độ tối đa 24 hải lý trên giờ (44 km/h; 28 mph). Nó có tầm hoạt động 6.000 hải lý (11.000 km; 6.900 mi) ở tốc độ đường trường 12 hải lý trên giờ (22 km/h; 14 mph).
Dàn vũ khí chính bao gồm hai tháp pháo 5-inch/38 caliber đa dụng nòng đơn, được dẫn đường bởi hệ thống điều khiển hỏa lực Mark 51; vũ khí phòng không gồm hai khẩu đội Bofors 40 mm L/60 nòng đôi và mười khẩu Oerlikon 20 mm nòng đơn cũng được dẫn đường bởi hệ thống Mark 51. Ngoài ba ống phóng ngư lôi 21 inch (533 mm), vũ khí chống ngầm bao gồm hai đường ray thả mìn sâu, tám máy phóng mìn sâu K-gun cùng một dàn súng cối chống ngầm Hedgehog. Con tàu được trang bị sonar kiểu QC, radar dò tìm mặt biển SL và radar dò tìm không trung SA.
Joseph E. Connolly được đặt lườn tại xưởng tàu của hãng Federal Shipbuilding and Dry Dock Company ở Newark, New Jersey vào ngày 6 tháng 4, 1944. Nó được hạ thủy vào ngày 6 tháng 8, 1944, được đỡ đầu bởi cô Cecilia C. Connolly, em gái của Hạ sĩ Connolly, và được cho nhập biên chế cùng Hải quân Hoa Kỳ vào ngày 28 tháng 2, 1945 dưới quyền chỉ huy của Hạm trưởng, Thiếu tá Hải quân Marion Chambliss Walley.

## Lịch sử hoạt động
Sau khi hoàn tất việc chạy thử máy huấn luyện tại khu vực biển Caribe và sửa chữa sau chạy thử máy, Joseph E. Connolly chuẩn bị để được điều động sang khu vực Mặt trận Thái Bình Dương. Nó khởi hành từ Norfolk, Virginia vào ngày 10 tháng 5, 1945 để băng qua kênh đào Panama, rồi ghé qua San Diego, California trước khi đi đến Trân Châu Cảng vào ngày 6 tháng 6. Nó tiếp tục được huấn luyện trước khi lên đường đi Eniwetok vào đầu tháng 7, nơi nó đảm nhiệm vai trò hộ tống vận tải. Con tàu hoạt động cùng một đội tiếp tiếp liệu phục vụ cho Đệ Tam hạm đội trong các cuộc không kích xuống chính quốc Nhật Bản, cho đến khi Nhật Bản chấp nhận đầu hàng vào ngày 15 tháng 8, giúp chấm dứt vĩnh viễn cuộc xung đột.
Đi đến Ulithi vào ngày 31 tháng 8, Joseph E. Connolly tham gia vào thành phần hộ tống cho một đội tiếp liệu và đi đến vịnh Tokyo vào ngày 13 tháng 9. Nó tiếp tục đi sang Jinsen vào ngày 22 tháng 9 để hỗ trợ cho hoạt động chiếm đóng Triều Tiên và miền Bắc Trung Quốc, vốn là nơi xảy ra tranh chấp giữa các lực lượng Cộng sản và Quốc dân Đảng. Nó đi đến Thượng Hải từ ngày 27 đến ngày 31 tháng 10 để hỗ trợ cho lực lượng Thủy quân Lục chiến Hoa Kỳ tại đây, rồi tham gia một đội tiếp liệu để phục vụ tiếp tế đến nhiều đảo tại Thái Bình Dương.
Sau khi tuần tra tại khu vực Saipan trong tháng 12, Joseph E. Connolly lên đường vào ngày 4 tháng 1, 1946 để quay trở về Hoa Kỳ, đi ngang qua San Diego và kênh đào Panama trước khi về đến Boston, Massachusetts vào ngày 17 tháng 2. Nó tiếp tục đi đến Green Cove Springs, Florida, nơi nó được cho xuất biên chế vào ngày 20 tháng 6, 1946   và được đưa về Hạm đội Dự bị Đại Tây Dương, sau đó chuyển đến neo đậu cùng Đội Texas. Tên nó được cho rút khỏi danh sách Đăng bạ Hải quân vào ngày 1 tháng 6, 1970, và con tàu bị đánh chìm như một mục tiêu vào ngày 24 tháng 2, 1972.

## Phần thưởng
Joseph E. Connolly được tặng thưởng một Ngôi sao Chiến trận do thành tích phục vụ trong Thế Chiến II.
|             |  |  |
| Bronze star |  |  |

| Huân chương Chiến dịch Hoa Kỳ                                           |                                      |                                         |
| Huân chương Chiến dịch Châu Á-Thái Bình Dương với 1 Ngôi sao Chiến trận | Huân chương Chiến thắng Thế Chiến II | Huân chương Phục vụ Chiếm đóng Hải quân |